# Marjorie Chau
Marjorie Ibaceta Chau (* 1979 in Santiago de Chile) ist eine chilenische Medienkünstlerin, Lichtkünstlerin, Choreographin, Kostümbildnerin, Schauspielerin und Performerin in Berlin.

## Jugend und Ausbildung
Chau wuchs in Santiago de Chile auf. Sie studierte Schauspiel an der Universität Arcis in Santiago del Chile und war von 1998 bis 2001 als Assistentin von Carla Lobos, einer Butoh-Choreografin, tätig. Seit ihrer Übersiedlung nach Berlin hat sie bei mehreren Inszenierungen der Aufführungen von Minako Seki mitgewirkt, einer der Hauptvertreterinnen des Butoh-Tanzes in Europa.

## Werk

### Eigene Kompanie
Sie gründete 2003 die Kompanie Dulce Compania ein Projekt zwischen Performance, Tanz und Akrobatik; 2008 und 2010 gewann sie mit dieser den ersten und zweiten Preis des Berliner Karneval der Kulturen. Ab 2012 entwickelte sie sich als Künstlerin in einer individuelleren, persönlicheren und unabhängigen Richtung weiter und verließ Dulce Compania.

### Stil
Chau konstruiert überdimensionale visionäre Traumwelten. Dabei bedient sie sich einer persönlichen Ausdruckssprache, in die, ausgehend von Kostümen von hoher szenischer Wirkkraft, choreografische und performative Elemente, interaktive Installationen, Ton und Video einfließen.

## Ausstellungen (Auswahl)
- 2014: Teilnahme an „Underground – En Danse Forestilling For Tre Solister“, Bergen, Norwegen
- 2015: Teilnahme an „Berlin - Bozen / WE skirt Together“, Kunsthalle Bozen, Bozen, Italien
- 2015: Teilnahme an „NordArt 2016“, Kunstwerk Carlshütte, Büdelsdorf[3][4]

- 2016: Teilnahme an „Luminale“, Naxoshalle, Frankfurt[5]

- 2016: Teilnahme an „Inside Lottozero“, Bozen[6][7]

- 2016: Teilnahme an „Inside Lottozero“, Prato[8]

- 2016: Teilnahme an „Berlin leuchtet 2016“, Ernst-Reuter-Platz, Berlin[9]

- 2016: Teilnahme an „engel / angeli“, Südtiroler Sparkasse, Bozen[10][11]

## Künstlerkalender
- 2016: engel / angeli 2016, Südtiroler Sparkasse, Bozen